# Copa Intercontinental d'hoquei sobre patins masculina 1985
La segona edició de la Copa Intercontinental d'hoquei patins masculina es disputà a Sertãozinho (Brasil) del 2 al 10 de febrer del 1985. També s'anomenà Mundialet de Clubs.
Es disputà en format de lligueta, amb la participació de majoria de clubs sud-americans. Per primer cop, dos equips africans (d'Angola) en prengueren part, però en aquesta edició la representació europea es reduí a un club suís de segon nivell. El Sertãozinho es proclamà campió.

## Resultats
| X                | Est | Pet | SM  | Leo | Por | Vil | Int | TB  |
| ---------------- | --- | --- | --- | --- | --- | --- | --- | --- |
| Estudiantil      |     |     |     |     |     |     |     |     |
| Petro Luanda     | 2-4 |     |     |     |     |     |     |     |
| San Martin       | D/V | 3-2 |     |     |     |     |     |     |
| Leões Luanda     | D/V | 2-0 | 0-3 |     |     |     |     |     |
| Português Recife | 4-3 | 4-4 | 3-2 | 5-2 |     |     |     |     |
| Villeneuve       | 3-4 | -   | 2-4 | 6-5 | 3-4 |     |     |     |
| Internacional    | 6-2 | 4-3 | 4-3 | 4-3 | E/E | 6-2 |     |     |
| Thomas Bata      | 4-5 | 7-1 | 3-2 | 5-4 | 2-5 | 7-0 | 0-3 |     |
| Sertãozinho      | 4-1 | 4-1 | E/E | 6-1 | V/D | 6-3 | 1-1 | 5-0 |

## Classificació
| Pos. | Equip            | Punts | PJ | PG | PE | PP | GF | GC | Dif. |
| ---- | ---------------- | ----- | -- | -- | -- | -- | -- | -- | ---- |
| 1    | Sertãozinho      | 14    | 8  | 6  | 2  | 0  | 26 | 7  | 19   |
| 2    | Internacional    | 14    | 8  | 6  | 2  | 0  | 28 | 14 | 14   |
| 3    | Português Recife | 12    | 8  | 5  | 2  | 1  | 25 | 16 | 9    |
| 4    | Estudiantil      | 10    | 8  | 5  | 0  | 3  | 19 | 23 | -4   |
| 5    | Thomas Bata      | 8     | 8  | 4  | 0  | 4  | 28 | 25 | 3    |
| 6    | San Martin       | 7     | 8  | 3  | 1  | 4  | 17 | 14 | 3    |
| 7    | Leões Luanda     | 2     | 8  | 1  | 0  | 7  | 17 | 29 | -12  |
| 8    | Villeneuve       | 2     | 7  | 1  | 0  | 6  | 19 | 36 | -17  |
| 9    | Petro Luanda     | 1     | 7  | 0  | 1  | 6  | 13 | 28 | -15  |